# (10637) Heimlich
(10637) Heimlich (1998 QP104) – planetoida z pasa głównego asteroid okrążająca Słońce w ciągu 5,67 lat w średniej odległości 3,18 j.a. Odkryta 26 sierpnia 1998 roku.